# Adrian Leon Barišić
Adrian Leon Barišić (ur. 19 lipca 2001 w Stuttgarcie) – bośniacki piłkarz urodzony w Niemczech, występujący na pozycji środkowego obrońcy, w szwajcarskim klubie FC Basel.